# Horánszky Lajos
Hórai Horánszky Lajos (Szolnok, 1871. június 3. – Budapest, 1944. december 28.) bankigazgató, publicista, műgyűjtő, országgyűlési képviselő. Horánszky Nándor politikus fia.

## Élete
A nemesi származású hórai Horánszky család sarja. Apja, hórai Horánszky Nándor (1838–1902), jogász, politikus, anyja, Koczka Emília (1847–1929) volt. A budapesti Kereskedelmi Akadémián tanult, majd 1889-től külföldi tanulmányutat tett Franciaországba, Németországba és Ausztriában. Banktisztviselő volt Bécsben, később a Magyar Bank, valamint az Angol–Magyar Bank igazgatója lett. 1901-1905 között Veszprém országgyűlési képviselője a szabadelvű párti programmal. Közreműködött a Nemzeti Társaskör alapításában, és része volt 1910-ben a Nemzeti Munkapárt megalakulásában is. Az első világháború után a politikai élettől visszavonult. 1926-tól a Kisfaludy Társaság tagja. Halálát aknasérülés okozta 1944-ben. Felesége Schwartzer Pálma volt.

## Művei
Írt Batthyány Lajosról, Grünwald Béláról, Munkácsy Mihályról, Liszt Ferencről, Tisza Istvánról, Illésházy Istvánról, Beöthy Zsoltról. Magyar írók műveinek első kiadásából, értékes képekből és metszetekből álló gyűjteményét a Magyar Nemzeti Múzeumban helyezték el.
- Batsányi János és kora: eredeti levelezések és egykorú források nyomán, Hornyánszky Nyomda, Budapest, 1907.
- Gróf Batthyány Lajos tragédiája, Rákosi J. Budapesti hírlap Újságvállat, Budapest, 1926.
- Tisza István / halálának évfordulóján ... a Tisza István Társaskörben elmondotta Horánszky Lajos, Budapesti Hírlap Nyomda, Budapest, 1930.
- Ferenc József és a régi monarchia: uralkodói egyénisége, rendszere és tragikuma, Franklin Nyomda, Budapest, 1935.
- Párizsi magyar emlékek, Franklin Nyomda, Budapest, 1937.
- Liszt Ferenc és a politika, Franklin Nyomda, Budapest, 1937.
- Grünwald Béla tragédiája, Franklin Nyomda, Budapest, 1939.
- Magyarok Bécsben: Károlyi Árpád és Thallóczy Lajos köre, Thallóczy Lajos-Társaság, Budapest, 1941.
- Tisza István és kora I–II., Tellér Kiadó, Budapest, 1993. (sajtó alá rendezte Horánszky Nándor)
- Az új Magyarország küzdelmeiből: az 1867-iki kiegyezéstől I. Ferencz József haláláig, Globus kiadás, h. n., é. n.

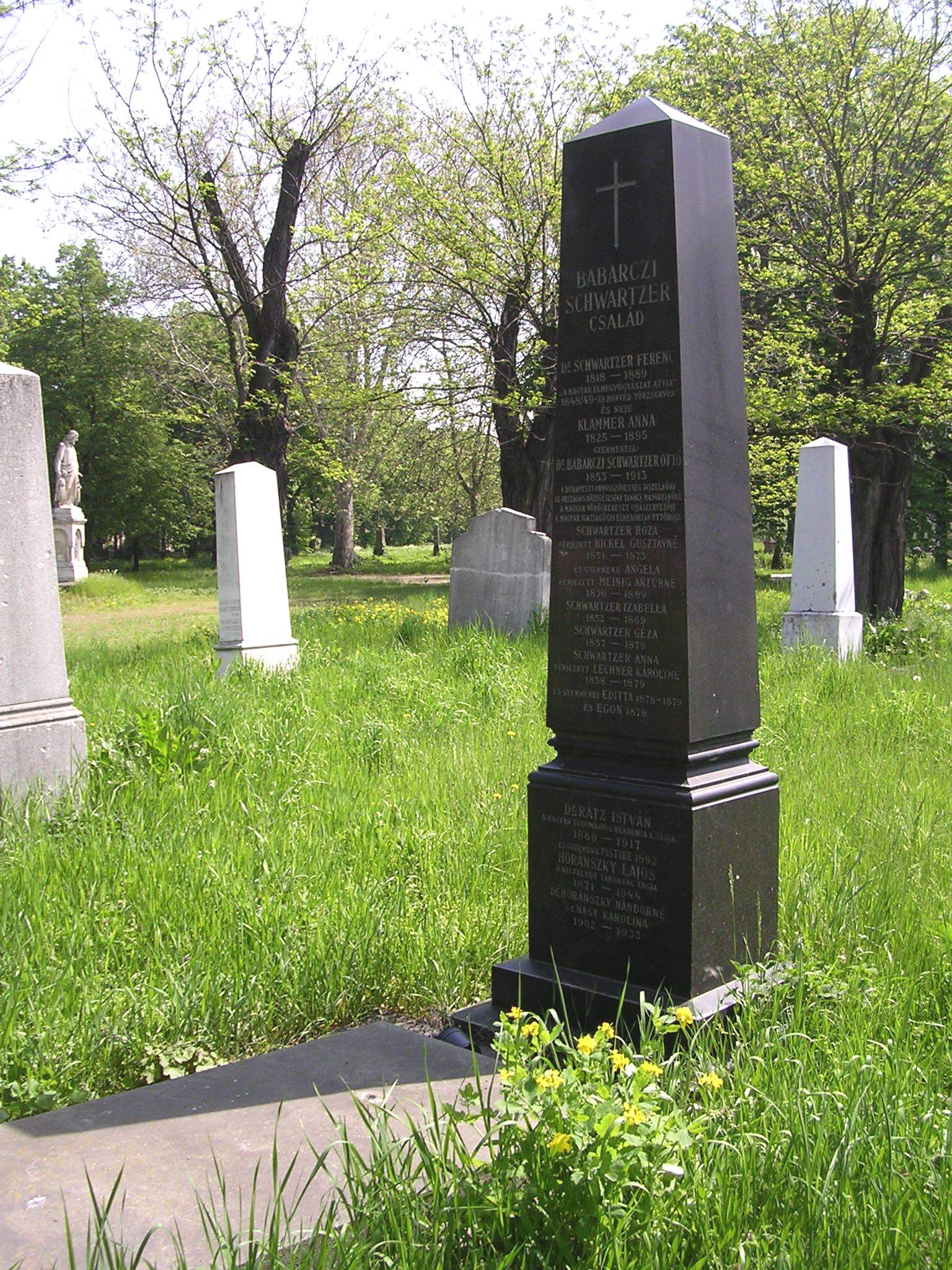
Sírja a Fiumei úti sírkertben